# Philippe Pinel
Philippe Pinel (Saint-André, 20 d'abril de 1745 - París, 25 o 26 d'octubre de 1826) va ser un metge francès dedicat a l'estudi i tractament de les malalties mentals. Pertany al grup de pensadors que van constituir la clínica mèdica com a observació i anàlisi sistemàtica dels fenòmens perceptibles de la malaltia. És a partir d'aquesta rigorositat en el pla del mètode que estableix la primera classificació de malalties mentals.
En el camp institucional, propugnava la humanització del tracte que es donava en aquells dies a les persones per elles afligides i va eliminar, com a primera mesura, el seu encadenament a les parets. Considerava possible la recuperació d'un ampli grup dels "alienats" (aquesta era la denominació social de l'època per als "bojos") a partir del tractament moral.

## Biografia
Era fill d'un modest cirurgià i va ser enviat a l'internat de religiosos de l'Oratori de Lavaur, on va estudiar principalment llatí i religió. Va rebre ordes menors i durant un temps va ensenyar teologia, però va acabar per abandonar la carrera religiosa i es va traslladar a Tolosa, on va estudiar matemàtiques i medicina, en la qual es va doctorar el 1773. Va continuar els seus estudis a Montpeller. En 1778 va arribar a París, on inicialment va fer classes particulars de matemàtiques i va traduir diversos textos mèdics (com les Institutions de médecine pratique de Cullen o les Œuvres médicales de Baglivi).
Participa en la Revolució francesa de 1789, tot i que es va distanciar de l'activitat política durant el període del Terror. En 1793, Pinel rebé l'encàrrec de dirigir un «asil d'alienats» (manicomi), on va poder treure les cadenes als malalts mentals i va començar els estudis sistemàtics de la bogeria. Per primera vegada es recopilaren historials de casos verificables, documentalment, de malalties mentals.

## Activitat professional

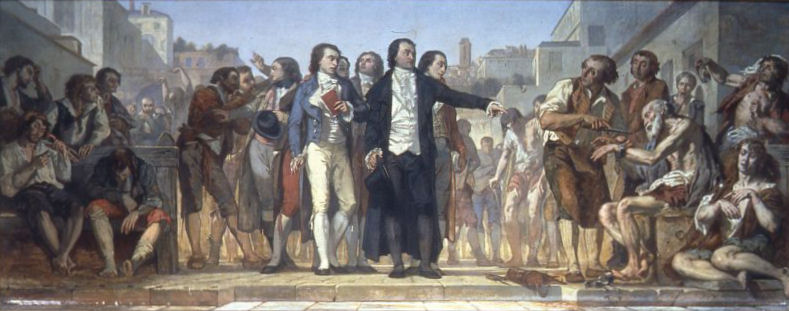
Pinel deslliurant els alienats a Bicêtre el 1793. Quadre de Charles Louis Müller, Académie nationale de médecine.

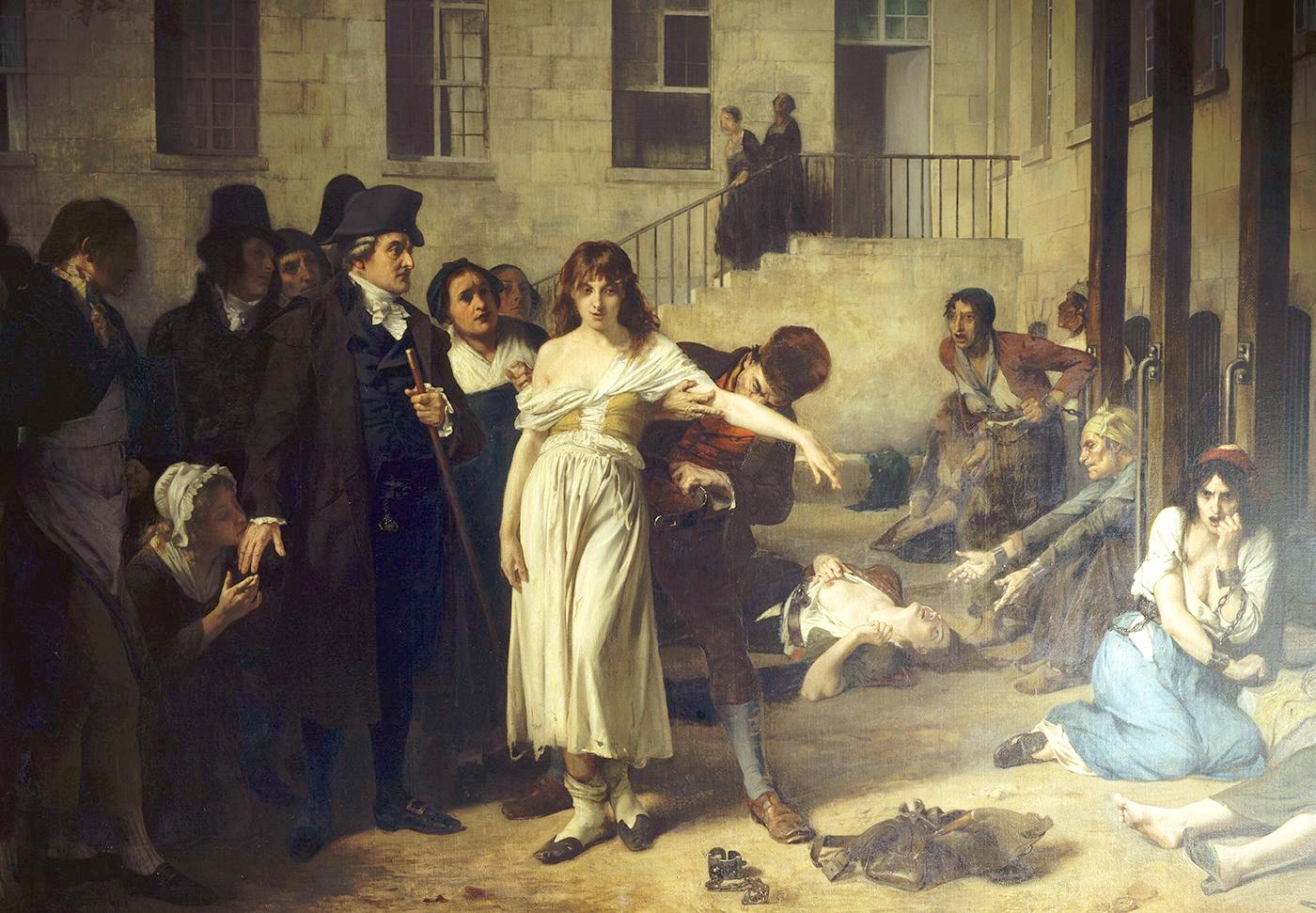
Pinel deslliurant els alienats a la Salpêtrière el 1795. Quadre de Tony Robert-Fleury.

Va començar a treballar com a metge a la clínica del doctor Belhomme en Charonne. En aquesta localitat va conèixer Cabanis, contertulià del saló de Mme Helvétius. El 25 d'agost de 1793, durant la Comuna, va ser nomenat metge del manicomi de Bicêtre, a proposta de Thouret i de Cabanis.
A Bicêtre va prestar gran atenció a les pràctiques de Jean-Baptiste Pussin (1746 - 1811), que propugnava el tractament moral dels bojos, i recorria amb finalitats terapèutiques a la part de la seva raó que no estigués pertorbada. (Pussin era una persona caritativa i benèvola envers els malalts, de voluntat enèrgica i un excel·lent observador, característiques totes que concorrien també en Pinel.)
Quan porta poc temps en Bicêtre va decidir reformar la manera de tractar als interns, demanant autorització per suprimir l'ús de cadenes. Els zeladors es van mostrar reticents i l'autorització no li va ser concedida durant el Terror, però va acabar per aconseguir-la de mans de Couthon, que va acudir personalment a Bicêtre, tot i ser paralític, per estudiar les propostes de Pinel.
En 1795 va ser nomenat metge en cap de l'hospital de la Salpêtrière, on va aplicar les mateixes reformes que en Bicêtre, comptant sempre amb el suport de Pussin, que era el seu superior. Després es va dedicar a treballar en la millora de l'organització de l'hospital.
El 1798 va escriure una Nosographie philosophique (o Méthode appliquée à la médecine), que és una classificació de les malalties mentals. Pinel va establir amb ella els fonaments del diagnòstic psiquiàtric modern, en vincular el mètode analític amb la tradició hipocràtica. Està basada en els principis classificatoris de les ciències naturals i l'empremta conceptual de Locke i Condillac i d'ella van treure profit moltes generacions posteriors de psiquiatres o "alienistes", entre els quals trobarà consens, amb petites modificacions, durant uns 20 anys. Per a la seva elaboració es va inspirar en les obres de Cullen, que havia traduït anys abans, i en les de Boissier de Sauvages, autor d'un tractat clàssic, titulat Nosologia Methodica, en el que agrupa els diversos tipus de bogeria dins de la classe vuitena, després de les malalties generals.
Pinel va redactar el 1801 un Traité Médico-Philosophique sur l'aliénation mentale. La seva classificació distingeix entre:
- La malenconia simple (deliri parcial)
- La mania (deliri generalitzat amb agitació)
- La demència (debilitament intel·lectual generalitzat)
- L'idiotisme (pertorbació total de les funcions intel·lectuals)

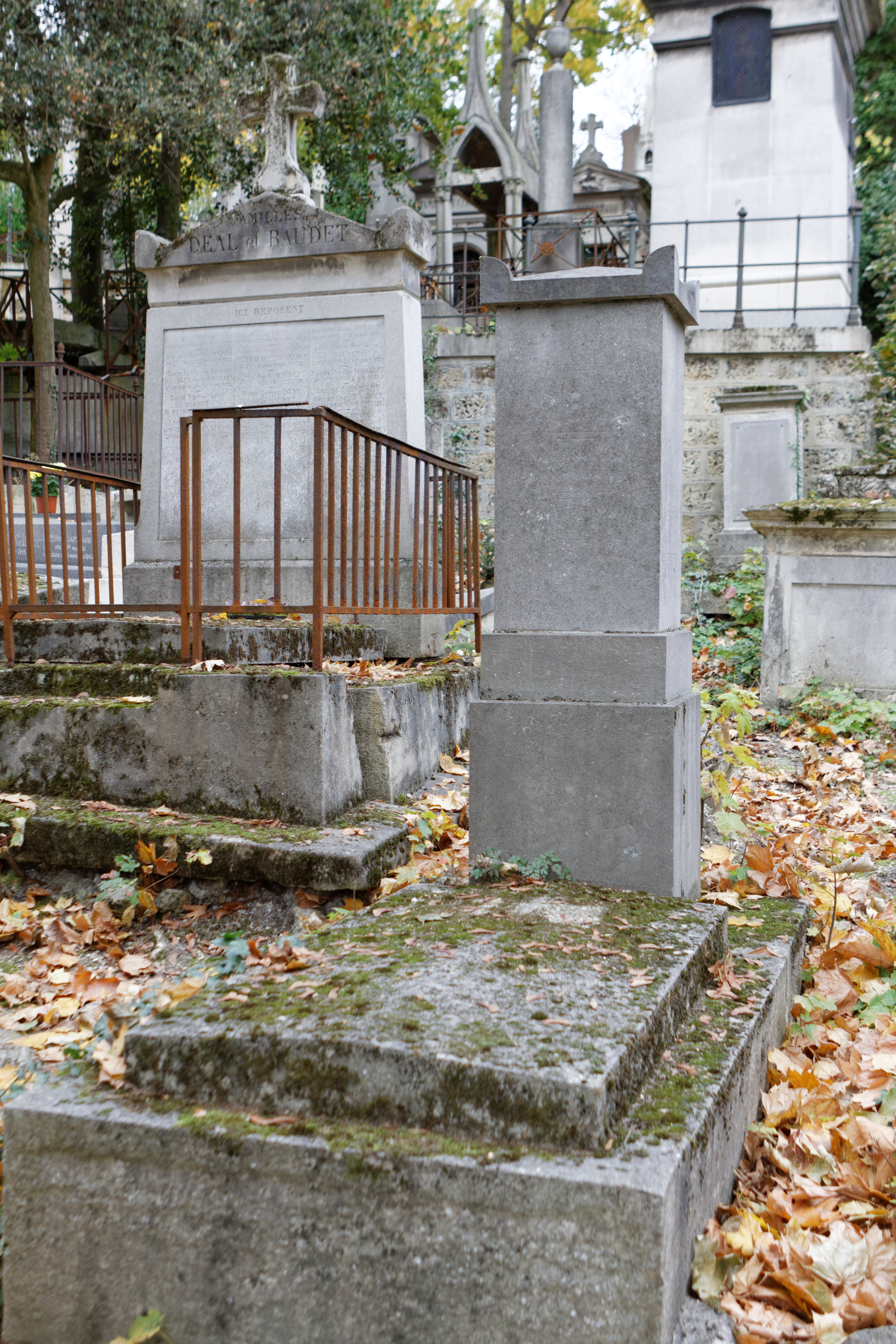
Tomba al Cementiri del Père-Lachaise.

Pinel considerava les malalties mentals com una falla de les facultats cerebrals causat per cert nombre de causes:
- Causes físiques (directament cerebrals o simpàtiques)
- Herència
- Causes morals (a les que li atribueix més de la meitat dels casos), que es poden separar en:
  - Passions intenses i fortament contrariades o perllongades.
  - Excessos de tota classe.

Pinel va suprimir les sagnies i els tractaments inútils, que no servien més que per afeblir als malalts. Pensava que es podia curar els bojos amb paraules d'estímul i que, en el cas dels delirants, podia atenuar l'opressió de la idea dominant mitjançant un raonament hàbil, per la qual cosa la figura del metge ocupava un lloc crucial. Malgrat això, alguns dels seus tractaments (com la sufocació en pilones d'aigua, amb el pacient lligat a una cadira basculant, o la "cura de fam") han de considerar-se actualment com a bastant brutals.
Durant l'Imperi Napoleònic es van concedir a Pinel grans honors, que després li van ser revocats durant la Restauració.
Jean-Étienne Dominique Esquirol, alumne seu, va succeir Pinel al capdavant de la Salpêtrière el 1820.
Les idees de Pinel, continuades per Esquirol, van originar la legislació psiquiàtrica francesa de 1838, que va romandre vigent fins al 1990. Van tenir gran influència en la psiquiatria i en el tractament dels alienats mentals no només de la seva època, sinó també de les generacions següents, tant a Europa com als Estats Units.
Pinel va morir a París el 25 d'octubre del 1826.